# Bellissimo (Marco Mengoni)
Bellissimo è un singolo del cantautore italiano Marco Mengoni, pubblicato il 14 febbraio 2013 come secondo estratto dal secondo album in studio Pronto a correre.

## Descrizione
Il brano è stato scritto da Pacifico e da Gianna Nannini, la quale si è occupata della stesura musicale insieme a Davide Tagliapietra, ed è stato presentato per la prima volta dal vivo da Mengoni in occasione della sua partecipazione al Festival di Sanremo 2013, manifestazione alla quale è stato presentato anche l'altro singolo L'essenziale.

## Tracce
1. Bellissimo – 3:38